# テロ・ピトカマキ
テロ・クリスティアン・ピトカマキ（Tero Kristian Pitkämäki, 1982年12月19日 - ）は、フィンランドの南ポフヤンマー県イルマヨキ出身のやり投選手。ノルウェーのやり投選手のアンドレアス・トルキルドセンとは親しい反面、競技においてはライバルとして知られている。

## 経歴
2004年アテネオリンピックにおけるやり投競技に参加したものの83m01に終わり第8位だった。2005年8月には91m53の記録を出し、母国であるフィンランドのヘルシンキで行われる世界選手権への出場を決めた。しかし本番では本来の結果が残せず81m27の4位だった。最初にメダルを獲得できたのは2006年にイェーテボリで行われたヨーロッパ選手権での銀メダルだった 。
2007年7月13日にはスタディオ・オリンピコ・ディ・ローマで開催されたIAAFゴールデンリーグに参加した。この大会でピトカマキが投げた槍が大きく左にそれてしまい、走幅跳のウォーミングアップエリアにいたフランスのサリム・スディリの脇腹に突き刺さってしまう事故が発生した。大事には至らなかったもののスディリは地元の病院へと搬送された 。同年8月5日には89m43を投げてフィンランドの国内選手権の4連覇を達成した。同じ9月には大阪で行われた世界選手権に参加し、89m16を投げた。金メダルが確定した後の最後の投てきにおいては90m33の記録を出すことに成功した。
そして10月5日にはヨーロッパ陸上競技連盟によってクロアチアのブランカ・ブラシッチと共に欧州陸上競技年間最優秀選手に選ばれた。そのシーズン11勝の記録やそ91m23のその年のヨーロッパ記録を打ち立てたことなどが要因になったといわれている。さらに10月にはフィンランドスポーツマンオブザイヤーに選ばれた。F1チャンピオンとなったキミ・ライコネンを抑えて、クロスカントリースキーチャンピオンのビルピ・クイトゥネンと共に受賞した。

## 主な成績
| 年度 | 大会                           | 場所                         | 結果    | 記録  |
| ---- | ------------------------------ | ---------------------------- | ------- | ----- |
| 2004 | オリンピック                   | アテネ（ギリシャ）           | 8位     | 83m01 |
| 2004 | ワールドアスレチックファイナル | モンテカルロ（モナコ）       | 5位     | 78m50 |
| 2005 | 世界選手権                     | ヘルシンキ（フィンランド）   | 4位     | 81m27 |
| 2005 | ワールドアスレチックファイナル | モンテカルロ（モナコ）       | 1位     | 91m33 |
| 2006 | ヨーロッパ選手権               | ヨーテボリ（スウェーデン）   | 2位     | 86m44 |
| 2006 | ワールドアスレチックファイナル | シュトゥットガルト（ドイツ） | 2位     | 88m25 |
| 2007 | 世界選手権                     | 大阪（日本）                 | 1位     | 90m33 |
| 2007 | ワールドアスレチックファイナル | シュトゥットガルト（ドイツ） | 1位     | 88m19 |
| 2008 | オリンピック                   | 北京（中国）                 | 3位     | 86m16 |
| 2008 | ワールドアスレチックファイナル | シュトゥットガルト（ドイツ） | 3位     | 81m64 |
| 2009 | 世界選手権                     | ベルリン（ドイツ）           | 5位     | 81m90 |
| 2009 | ワールドアスレチックファイナル | テッサロニキ（ギリシャ）     | 2位     | 84m09 |
| 2010 | ヨーロッパ選手権               | バルセロナ（スペイン）       | 3位     | 86m67 |
| 2011 | 世界選手権                     | 大邱（韓国）                 | 予選9位 | 79m46 |
| 2013 | 世界選手権                     | モスクワ (ロシア)            | 2位     | 87m07 |
| 2014 | ヨーロッパ選手権               | チューリッヒ（スイス）       | 3位     | 84m40 |
| 2015 | 世界選手権                     | 北京 (中国)                  | 3位     | 87m64 |

## 記録
- やり投 － 91m53 （2005年6月26日、世界歴代8位）